# Андріївська волость (Зміївський повіт)
Андріївська волость (Новоборисоглібська) — адміністративно-територіальна одиниця Зміївського повіту Харківської губернії.

Найбільші поселення волості станом на 1914 рік:
- слобода Андріївка — 11 663 мешканці.
- село Вовчий Яр — 1 745 мешканців.

## Волосне правління
Волость очолював волосний старшина, діловодством волості займався волосний писар. Крім того, існував волосний суд з чотирма суддями, один з яких зазвичай призначався головою волосного суду. Також були не поодинокі випадки коли на волосного старшину були накладені обов’язки голови волосного суду. Волосний суддя, як і інші земські урядники займали посаду протягом трьох років. Діловодством волосного суду займався секретар волосного суду.

### Волосний старшина
| Прізвище, ім’я, по батькові       | Роки знаходження на посаді | Примітки |
| --------------------------------- | -------------------------- | -------- |
| Безцінний Іван Данилович          | ?—1893                     |          |
| Пивовар Омелян Олександрович      | 1894—1896                  |          |
| Бутко Яків Васильович             | 1897—1899—?                |          |
| Пивовар Омелян Олександрович      | ?—1902—1906—?              |          |
| Тарасишин Андрій Михайлович       | ?—1908                     |          |
| Серик Трофим Онуфрієвич           | 1909—1910—?                |          |
| Калашников Володимир Терентійович | ?—1912—1913                |          |
| Закора Тихон Григорович           | 1914—1917                  |          |

### Волосний писар
| Прізвище, ім’я, по батькові       | Роки знаходження на посаді | Примітки |
| --------------------------------- | -------------------------- | -------- |
| Коротченко Семен Костянтинович    | ?—1894—1896                |          |
| Янов Василь Гаврилович            | 1897—1898                  |          |
| Черепаха Григорій Євдокимович     | ?—1899—1904—?              |          |
| Бовт Павел Романович              | ?—1906—?                   |          |
| Олеферевський Микола Євлампійович | ?—1908—1917                |          |

### Голова волосного суду
| Прізвище, ім’я, по батькові    | Роки знаходження на посаді | Примітки          |
| ------------------------------ | -------------------------- | ----------------- |
| Безцінний Іван Данилович       | ?—1893                     | Волосний старшина |
| Чорненький Автоном Леонтійович | 1894—1896                  |                   |
| Даценко Спиридон Сидорович     | 1897—1903                  |                   |
| Гузенко Пилип Якимович         | 1904—1914                  |                   |
| Пивовар Омелян Олександрович   | 1915—1917                  |                   |

### Секретар волосного суду
| Прізвище, ім’я, по батькові | Роки знаходження на посаді | Примітки |
| --------------------------- | -------------------------- | -------- |
| Гребенюк Марк Васильович    | ?—1915— ?                  |          |